# AEC (VBCC)
O AEC (VBCC) foi um Veículo Blindado de Combate e Comando das forças do Reino Unido usados durante a Segunda Guerra Mundial com um total de 415 unidades construídas, este veículo era baseado no AEC Matador com chassi de camião (português europeu) ou caminhão (português brasileiro) e tinha tração 4x4. Foram usados na Campanha Norte-Africana, onde as forças britânicas perderam duas unidades para o grupo do exército nazista chamado Afrika Korps.
| {{{caption}}}                                       |
| Um AEC Commando em Francolise, 14 de março de 1944. |

| {{{caption}}}    |
| AEC Dorechester. |